# ISO 3166-2:LI
Kódy ISO 3166-2 pro Lichtenštejnsko identifikují 11 dílčích celků – obcí (německy Gemeinde, stav v roce 2015).

## Seznam kódů
```
LI-01 Balzers
LI-02 Eschen
LI-03 Gamprin
LI-04 Mauren
LI-05 Planken
LI-06 Ruggell
LI-07 Schaan
LI-08 Schellenberg
LI-09 Triesen
LI-10 Triesenberg
LI-11 Vaduz
```